# Jacob Hoefnagel
Jacob Hoefnagel (* 1573 in Antwerpen; † um 1630 wahrscheinlich in den Niederlanden) war ein  flämischer Miniaturmaler und Kupferstecher.

## Leben und Wirken

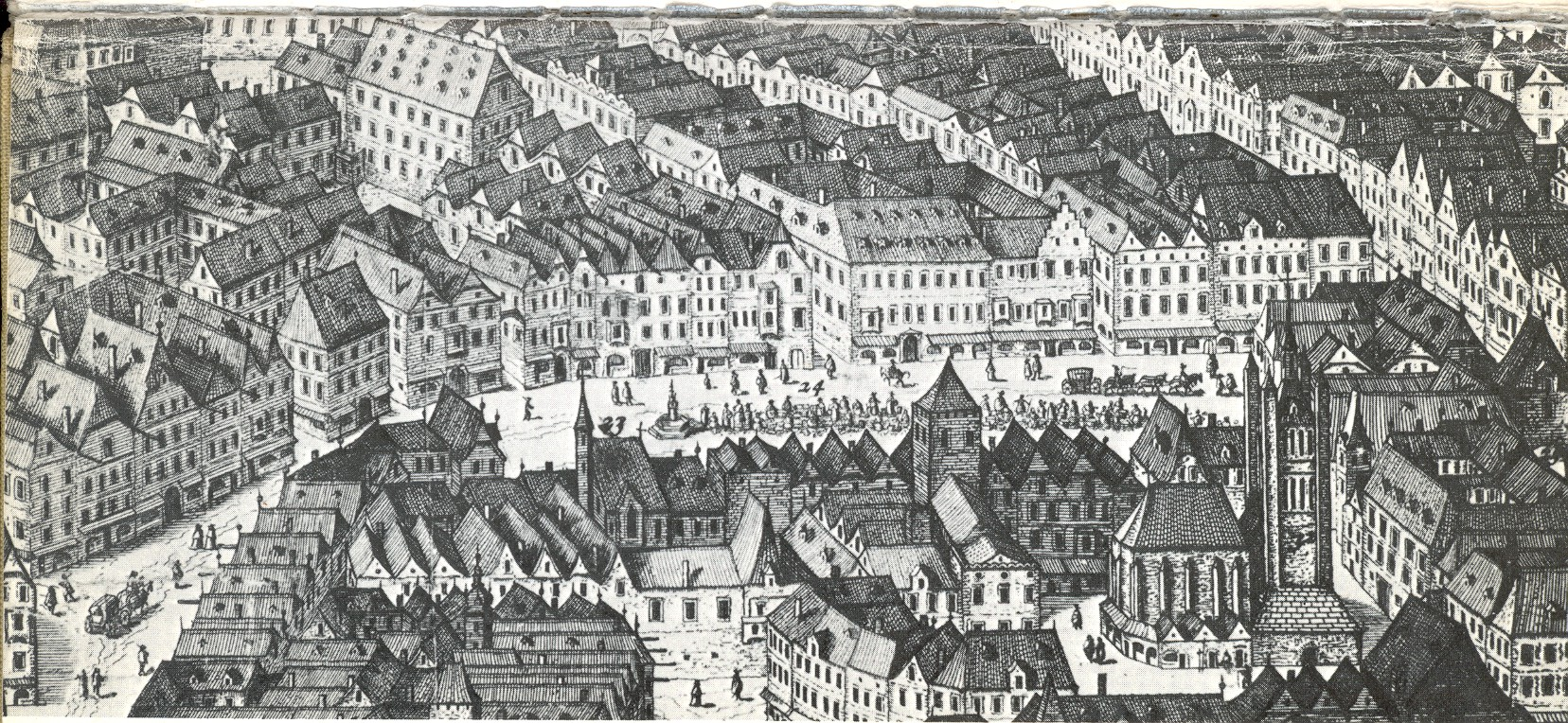
Der Ausschnitt aus Hoefnagels Vogelschauplan von Wien, die Südseite des Grabens zeigend, belegt das genannte Problem. Die nach Süden blickenden Fassaden der Nordseite bleiben unsichtbar.

Der Sohn von Georg Hoefnagel schuf mit  Diversae Insectarum Volatilium icones ad vivum accuratissimè depictae per celeberrimum pictorem, veröffentlicht bei N. I. Visscher in Amsterdam (1630) eines der frühesten Abbildungswerke, das sich nur mit Insekten befasste. Hoefnagel schuf auch 1609 eine topographisch einigermaßen genaue Ansicht von Wien. Sie zeigt viele unterdessen verschwundene Wahrzeichen der Stadt, etwa den gotischen Heiltumstuhl, oder die Schranne am Hohen Markt. Aufgrund der Blickrichtung der Vogelschau aus dem Norden (also von jenseits der Donau), der keine entsprechende zeitgenössische Ansicht aus der Gegenrichtung entspricht, bleiben allerdings viele Fragen offen.

## Werke (Auswahl)
- Archetypa studiaque patris Georgii Hoefnageli. Frankfurt/Main 1592 (online).
- Diversae insectarum volatilium. Visscher, [Amsterdam] 1630 (online).